# И всё-таки мы живём!
«И всё-таки мы живём!» (яп. どっこい生きてる: доккой икитэру; англ. And Yet We Live) — японский чёрно-белый фильм-драма, поставленный режиссёром Тадаси Имаи в 1951 году. Фильм сделан под ощутимым влиянием итальянского неореализма, в особенности киноленты «Похитители велосипедов» Витторио Де Сики.

## Сюжет
Поденный рабочий Мори когда-то работал токарем в небольшой мастерской, а теперь ему приходится перебиваться случайной работой, которая бывает не каждый день. В довершение всего хозяин выселяет семью Мори из дома. Мори отправляет свою жену Сато с двумя детьми в деревню, а сам ищет работу. Судьба сталкивает его с бродягой Ханамурой, который приводит его в ночлежку. Товарищи Мори, такие же поденные рабочие, как и он сам, собирают деньги, , чтобы он мог начать свою жизнь заново, но эти деньги у него выкрадывают. Мори находит уже работу на небольшом заводике, но в последний момент ему отказывают. Для Мори наступают чёрные дни. Ханамура берёт его в сообщники по краже свинцовых труб. Возвратившись в ночлежку, Мори узнаёт, что его вызывают в полицию. Совершенно неожиданно для него в полицейском участке его встречают жена и дети. В деревне жизнь оказалась ещё невыносимее, и жена с детьми приехала обратно. Полиция задержала их за проезд без билета. Мори приходит к решению, что он со всей своей семьёй должен покончить самоубийством. Он ведёт жену и детей в парк, чтобы хоть чем-нибудь порадовать их в последний раз. В парке сын Мори падает в пруд и начинает тонуть. Отец бросается в воду, одержимый единственной целью — спасти сына. Теперь его охватила жажда жизни — пусть жизнь тяжела, но как-то надо жить.

## В ролях
- Тодзюро Каварасаки — Сюдзо Мори
- Сидзуэ Каварасаки — Сато, жена Сюдзо Мори
- Росаку Каварасаки — Юити, сын Сюдзо и Сато
- Ёсико Матида — Тамиё, дочь Сюдзо и Сато
- Канъэмон Накамура — Ханамура
- Исао Кимура — Мидзуно
- Хатаэ Киси — жена Мидзуно
- Эмитаро Итикава — отец Мидзуно
- Идзуми Имамура — сестра Мидзуно
- Кацуюки Тэрада — Рё Мидзуно
- Кэн Тэрада — Кэн Мидзуно
- Тёко Иида — старуха Акияма
- Умэносукэ Накамура — Фудзики
- Кодзабуро Накамура — Нода
- Кунъитаро Каварасаки — хозяин Ямакава

...Некий идеализм проскакивает в описании внезапно возникающей солидарности между обитателями квартала. Но этот относительно искусственный момент не звучит диссонансом в фильме, по своему вдохновению близкому к неореализму в трактовке Де Сики. Урок «Похитителей велосипедов» усвоен твёрдо: скитания обездоленного человека в неустанном поиске работы описаны подробно и эмоционально. Но было бы ошибкой говорить, как это делают некоторые, что в финале фильм несёт оптимистический заряд. Конечно, тот факт, что мальчик избежал смерти, заставляет отца забыть о самоубийстве, но он по-прежнему абсолютно нищ, как и в начале фильма. Без каких-либо перспектив на горизонте.

## Премьеры
- — национальная премьера фильма в Японии состоялась 4 июля 1951 года[3].
- — кинолента демонстрировалась в советском прокате с 1 июля 1952 года[комм. 1][4].

## Награды и номинации
Кинопремия «Майнити» (1952)
- Премия лучшему художнику-постановщику — Кадзуо Кубо (за два фильма: «А всё-таки мы живём!» и «Ветвистые облака» режиссёра Хэйноскэ Госё)

Премия журнала «Кинэма Дзюмпо» (1952)
- Номинация на премию за лучший фильм 1951 года, однако по результатам голосования занял лишь 5 место.

## О фильме
Постановка была осуществлена на деньги, собранные у рабочих, крестьян, студентов. Компания «Синсэй эйгася» выпустила «облигации» ценой 50 иен, которые потом служили пропуском на просмотр фильма. Профсоюзы, киноклубы и просто любители киноискусства жертвовали или одалживали деньги. Актёры театра «Дзэнсиндза», которые исполняли почти все роли в фильме, не только отказались вместе с Тадаси Имаи от гонорара до выпуска киноленты на экран, но и, разъезжая по стране, распространяли «облигации». Популярнейшая киноактриса Исудзу Ямада участвовала в финансировании фильма и агитировала за его прокат. Было собрано 4 000 000 иен, сумма явно не достаточная для производства художественной полнометражной кинокартины. В целях экономии средств на съёмку массовых сцен, были мобилизованы все участвовавшие в создании фильма и их семьи.
Когда же продюсер и режиссёр раздобыли старую изношенную киноаппаратуру и сняли под павильон дряхлый сарай, полиция 12 мая 1951 года совершила вооружённый налёт на этот сарай, где уже проходили съёмки. При помощи рабочих кинематографисты отстояли свою «студию». Они преодолели и бесконечные придирки цензуры и отказ прокатных организаций показывать продукцию независимой кинокомпании. Прокатывать фильм взялась небольшая независимая компания «Хокусэй эйга», которая раньше занималась главным образом распространением советских фильмов, в связи с успешным прокатом фильма «И всё-таки мы живём!» резко расширила свою деятельность и занялась прокатом японских фильмов, в основном поставленных независимыми студиями.

## Комментарии
1. ↑  В советском прокате фильм демонстрировался с 1 июля 1952 года, р/у Госкино СССР № 957/52 — дублирован на киностудии им. М. Горького в 1952 году.